# Escafandra autónoma

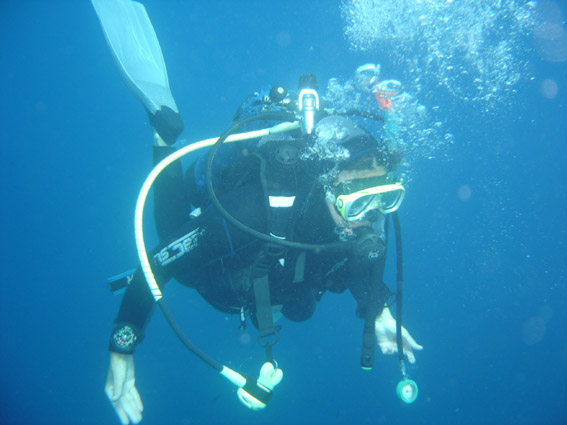
Buceador bajo el agua, equipado con una escafandra autónoma.

La escafandra autónoma es el aparato que los buceadores utilizan para respirar bajo el agua durante sus inmersiones. Se le llama autónoma porque incluye una reserva de gases respirables que libera al buzo de toda dependencia de la superficie durante la inmersión. La escafandra autónoma se distingue por tanto muy nítidamente de las escafandras tradicionales. Si está equipado con un pesado casco de metal, sus suelas de plomo y su manguera de aire en proveniencia de la superficie, un buzo equipado con escafandra tradicional sólo puede deambular por el fondo del mar (o el fondo de cualquier otra masa de agua), viendo severamente limitados tanto sus movimientos como el alcance de sus desplazamientos. En cambio, equipado con escafandra autónoma para respirar y con aletas en sus pies para avanzar, un buzo moderno puede desplazarse horizontalmente o en cualquier dirección (siempre que respete la velocidad de ascenso que es de 18 metros por minuto según recomienda la Confederación Mundial de Actividades Subacuáticas -CMAS-) a la profundidad que le permita la mezcla de gases que lleve en sus depósitos (por ejemplo, si las botellas están cargadas con aire, ha de tenerse en cuenta que el oxígeno que contiene es tóxico a partir de 65 metros de profundidad y si se respirase oxígeno puro su toxicidad se produciría a partir de tan solo los 6 metros de profundidad). Ninguna Escuela ni Federación de buceo deportivo autoriza su práctica con aire más allá de los 60 metros de profundidad.
El componente esencial de la escafandra autónoma es el regulador, mecanismo que despresuriza el gas respirable de la reserva que lleva el buceador, proporcionándoselo automáticamente en cada una de sus inspiraciones a la presión ambiente, sea cual sea la profundidad a la que se encuentre. El regulador es completamente inútil y no constituye por sí mismo una escafandra autónoma si no está acoplado a una reserva de gases respirables que permitan la supervivencia del buzo bajo el agua. Dicha reserva de gases está habitualmente constituida por uno o más tanques de gas, pero en el ámbito del buceo no se les llama «tanques» sino que se les llama «botellas». La escafandra autónoma es por lo tanto el dispositivo de respiración subacuática constituido por un regulador acoplado a una reserva de gas respirable, sin embargo los buceadores no suelen utilizar el término «escafandra autónoma», se limitan sencillamente a llamar «equipo» al conjunto de los elementos que les permiten bucear, atribuyendo individualmente un nombre a cada uno de dichos elementos («regulador» y «botella»).
La escafandra autónoma es indispensable para la respiración subacuática, pero la práctica del buceo requiere también el uso de otros elementos importantes, como por ejemplo la máscara, las aletas, los escarpines, el traje, el chaleco estabilizador o jacket y el cinturón de lastre. Junto a todos estos elementos de su equipo, cada buceador debe también prever el porte de herramientas que le permitan calcular el tiempo de duración de cada una de sus etapas de descompresión en el caso de que una descompresión sea necesaria (para evitar el síndrome de descompresión). En la actualidad se utilizan ordenadores de buceo, que los buceadores llevan en la muñeca como un reloj de pulsera, aunque las etapas también pueden calcularse con la ayuda de las herramientas tradicionales de descompresión: las tablas, el profundímetro y el reloj de buceo.

## Historia

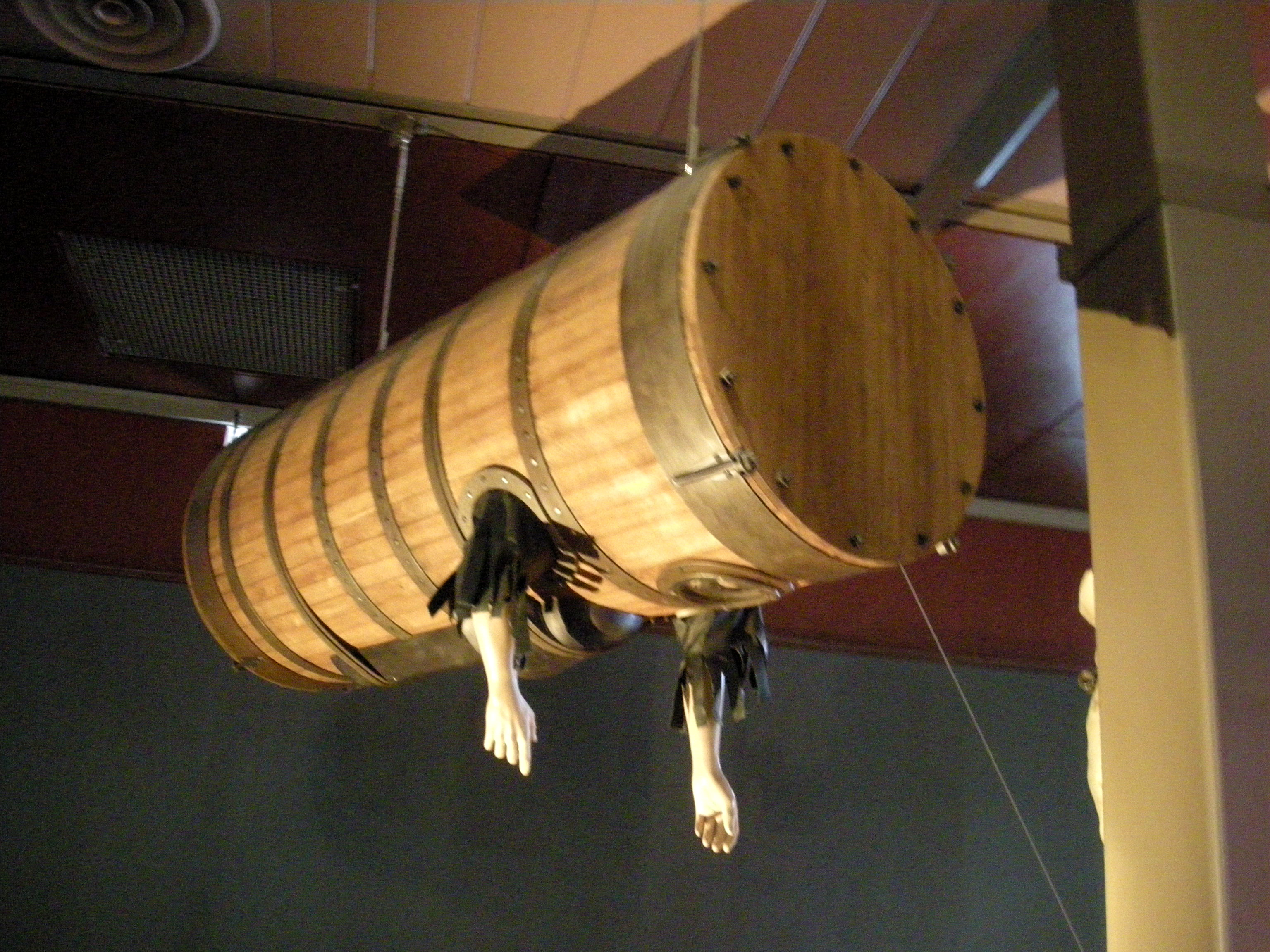
Réplica de la máquina de inmersión de John Lethbridge en la Cité de la Mer, Cherburgo, Francia

Los pioneros del buceo, en los siglos XVIII y XIX, inventaron diferentes sistemas de respiración subacuática que tanto podían depender de la superficie (mediante aire bombeado) como podían ser autónomos (con reserva de aire embarcada por el buzo). Entre los primeros sistemas autónomos de exploración subacuática pueden mencionarse el tonel que el inglés John Lethbridge inventó en 1715, tonel que incluía un lastre que una vez liberado le permitía volver a la superficie, o la máquina hidrostatergática (machine hydrostatergatique) que el francés Fréminet (un burgués de París) utilizó en los años 1770 y 1780.
A lo largo del siglo XIX y hasta mediados del siglo XX el sistema de buceo más habitual fue el de la escafandra tradicional o escafandra de casco, en la que el buzo deambulaba verticalmente por el fondo de un mar, río o lago respirando gracias al aire que una bomba le enviaba desde la superficie a través de una manguera que llegaba hasta su casco. Los sistemas autónomos, como ya había sido el caso en el siglo XVIII, siguieron siendo la excepción en el siglo XIX, pero aun así hubo algunos inventos de mayor o menor eficacia. El primer reciclador (a los recicladores también se les llama «sistemas de respiración reciclada») fue patentado por primera vez en Francia en 1808 por Sieur Touboulic, pero no se fabricó ninguno de manera eficaz hasta que llegó en 1849 el reciclador de Pierre Aimable De Saint Simon Sicard. Desde entonces se siguió perfeccionando la tecnología del reciclador en otros países de Europa hasta la actualidad, sobre todo en Inglaterra y en Alemania, pero siempre con una autonomía muy limitada en profundidad debido al hecho de usar oxígeno puro en el sistema de reciclaje del aire respirado (pues el oxígeno puro puede provocar un edema pulmonar en profundidades superiores a 10 o más metros).
La tecnología del reciclador es por lo tanto muy limitada en lo referente a la profundidad que el buceador puede alcanzar, pero no es el caso del regulador cuando este está acoplado a una reserva de aire comprimido, cuya cantidad de oxígeno no es peligrosa hasta aproximadamente los 70 metros de profundidad. Otras mezclas de gases, en proporciones diferentes a las del aire que compone la atmósfera terrestre, permiten incluso bucear con relativa seguridad a profundidades de unos pocos cientos de metros. El primer regulador de la historia, o en todo caso el más antiguo del que se tenga constancia, fue patentado en Argentan en 1838 por el médico francés Manuel Théodore Guillaumet. Estaba acoplado a una manguera alimentada en aire desde la superficie y por lo tanto no constituía en sí mismo una escafandra autónoma propiamente dicha. La primera vez que un regulador fue acoplado a una reserva de aire fue gracias al invento que el francés Benoît Rouquayrol puso a punto en 1860 para que los mineros pudieran escapar de minas inundadas o intoxicadas con gas venenoso. En 1864 el oficial de la marina imperial francesa Auguste Denayrouze se asoció a Rouquayrol para adaptar el invento al buceo y en 1865 empezó la primera producción en serie de la historia de una escafandra autónoma. En 1867 el aparato Rouquayrol-Denayrouze fue presentado en la exposición universal de ese mismo año en París donde ganó la medalla de oro en su categoría. Impresionado por este invento el escritor Julio Verne equipó al capitán Nemo y a sus hombres con el aparato Rouquayrol-Denayrouze en su famosa novela Veinte mil leguas de viaje submarino. Pero Verne describió en su novela una versión ficticia del aparato, que mejorado por el talento y el ingenio del capitán Nemo podía proporcionar horas de autonomía a cualquier profundidad. En realidad el verdadero aparato Rouquayrol-Denayrouze, tal y como estaba concebido en el siglo XIX, con una reserva de aire comprimido de baja presión, no podía permitir inmersiones de más de 30 minutos a no más de 10 metros de profundidad. El primer regulador de buceo comercialmente práctico fue diseñado y construido por el ingeniero de buceo Henry Fleuss en 1878, mientras trabajaba para Siebe Gorman en Londres. Su aparato respiratorio autónomo consistía en una máscara de goma conectada a una bolsa de respiración, con un 50-60% de oxígeno estimado suministrado desde un depósito de cobre y dióxido de carbono limpiado haciéndolo pasar por un haz de hilo de cuerda empapado en una solución de potasa cáustica.
Las escafandras autónomas modernas, con reguladores de mucho menor tamaño que el regulador Rouquayrol-Denayrouze y con botellas de gas comprimido a presiones que permiten respirar durablemente a profundidades muy superiores a 10 metros, son un invento de los franceses Émile Gagnan y Jacques-Yves Cousteau. En París en 1942, debido a la confiscación de la gasolina por parte de los alemanes, Gagnan miniaturizó un regulador Rouquayrol-Denayrouze y lo adaptó a los motores gasógenos para que los franceses pudieran utilizar sus automóviles, en espera de tiempos mejores en los que la gasolina volviera a ser más fácil de encontrar. Cousteau conoció a Gagnan en diciembre de 1942 y le propuso que acoplaran su regulador no entre el carburador de un motor y una caldera de gases sino entre una botella de aire comprimido y los pulmones de un buceador. Gagnan aceptó e hicieron en 1943 una serie de pruebas en el Marne. Después de solventar algunas dificultades patentaron el primer regulador moderno, el scaphandre autonome Cousteau-Gagnan («escafandra autónoma Cousteau-Gagnan»). En 1945, acabada ya la guerra, patentaron una versión mejorada, el CG45 («C» de Cousteau, «G» de Gagnan y «45» de 1945), que fue el primer regulador moderno en ser comercializado (a partir de 1946). En 1957, una versión modificada por la marca Nemrod permitió al barcelonés Eduard Admetlla i Lázaro sumergirse hasta los 100 metros de profundidad, estableciendo así un nuevo récord mundial. Con los años este invento ha sido objeto de adiciones y mejoras continuas hasta la actualidad, lo que garantiza hoy en día un alto nivel de seguridad y comodidad.

## Tipos

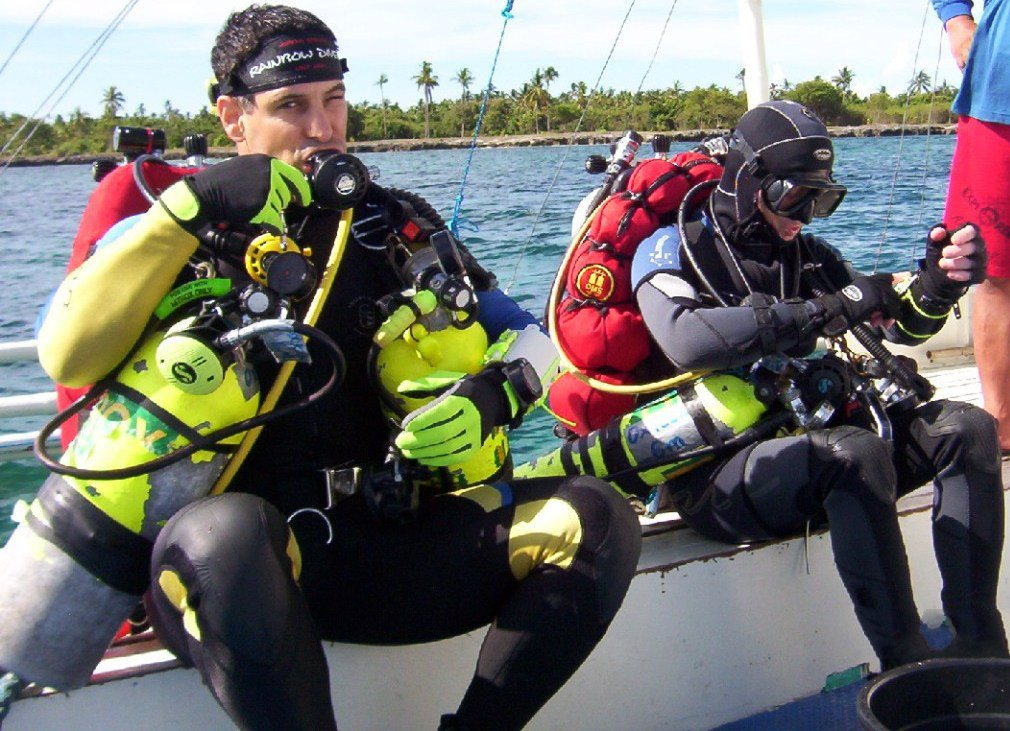
Fotografía de dos buceadores con escafandra autónoma.

La  escafandra autónoma  puede ser de varios tipos: de circuito abierto, de circuito semi-abierto, de circuito cerrado o de circuito mixto.
De circuito cerrado
Este término designa en realidad a los sistemas de respiración reciclada, o recicladores, en los que el buceador respira oxígeno casi puro en un circuito cerrado, es decir que el aire exhalado vuelve a ser respirado de nuevo. Esto es posible porque en el sistema de respiración reciclada el aire exhalado pasa, antes de ser respirado de nuevo, por un cartucho de sosa cáustica que fija y retiene las moléculas de dióxido de carbono y que al mismo tiempo libera oxígeno. Cuando el cartucho de sosa está saturado de dióxido de carbono y ya no tiene la propiedad de liberar oxígeno es cuando el reciclador ha alcanzado el límite de su autonomía. El oxígeno es tóxico cuando se respira comprimido a ciertas presiones, por eso los recicladores modernos no permiten bucear a profundidades superiores a unos 8 metros. En cambio los recicladores tienen dos grandes ventajas: la primera ventaja es que permiten una gran autonomía, entre 4 y 6 horas bajo el agua sin necesidad de volver a la superficie. La segunda ventaja es que no producen burbujas (la producción de burbujas es propia de los circuitos abiertos) y por lo tanto ningún observador de la superficie puede percatarse de la presencia de un buzo bajo las aguas, a no ser que se encuentre justo encima y que el agua sea muy cristalina. Estas ventajas hacen que los recicladores hayan sido siempre, desde la Segunda Guerra Mundial, los aparatos autónomos de respiración utilizados sistemáticamente por los buzos militares.
De circuito abierto
Este término designa en realidad el equipo utilizado por un submarinista que bucea con un equipo completamente independiente de la superficie (un regulador acoplado a una reserva de aire comprimido, un reciclador, etc.). La escafandra autónoma es el dispositivo de buceo más habitual desde que en 1943 los franceses Jacques-Yves Cousteau y Émile Gagnan inventaron el regulador.

## Tablas de descompresión
La herramienta de descompresión (ordenador o tablas) es necesaria para un buceador autónomo porque su regulador le proporciona en todo momento un aire que se encuentra a la misma presión que el agua que le rodea. El buceador autónomo se encuentra por tanto en la misma situación de compresión de gases que un buzo tradicional con casco y manguera de aire a presión, pero diferente de un buzo que utilice una escafandra rígida (en el interior de la cual el buceador y el aire, encerrados ambos en el interior, están permanentemente a presión atmosférica, sea cual sea la profundidad).

## Respiración de gases para buceo
Hasta que el Nitrox, que contiene más oxígeno que el aire, fue ampliamente aceptado a fines de la década de 1990, casi todo el buceo recreativo usaba aire comprimido y filtrado simple. Otras mezclas de gases, típicamente usadas para inmersiones más profundas por buzos técnicos, pueden sustituir parte o todo el nitrógeno por helio (llamado Trimix, o Heliox si no hay nitrógeno), o usar proporciones de oxígeno más bajas que el aire. En estas situaciones, los buzos suelen llevar equipos de buceo adicionales, llamados etapas, con mezclas de gases con niveles más altos de oxígeno que se utilizan principalmente para reducir el tiempo de descompresión en el buceo con descompresión por etapas. Estas mezclas de gases permiten inmersiones más largas, una mejor gestión de los riesgos de enfermedad por descompresión, toxicidad por oxígeno o falta de oxígeno (hipoxia), y la gravedad de narcosis de nitrógeno. Los equipos de buceo de circuito cerrado (rebreathers) proporcionan una mezcla de gases que se controlan para optimizar la mezcla para la profundidad real en ese momento.

## Peligros y seguridad
Los equipos de buceo contienen gas respirable a alta presión. La energía almacenada en el gas puede causar daños considerables si se libera de forma incontrolada. El mayor riesgo se produce durante la carga de las botellas, pero también se han producido lesiones cuando las botellas se han almacenado en un ambiente excesivamente caliente, lo que puede aumentar la presión del gas y ocasionalmente puede provocar la ruptura explosiva de las botellas dañadas, debido al uso de válvulas de botella incompatibles, que puede explotar bajo carga, o por rotura de las mangueras reguladoras en contacto con el usuario, ya que una presión de más de 6,9 bar (100 libras por pulgada cuadrada) puede romper la piel e inyectar gas en los tejidos, junto con posibles contaminantes.
El buceo es un equipo crítico para la seguridad, ya que algunos modos de fallo pueden poner al usuario en riesgo inmediato de muerte por ahogamiento, y un fallo catastrófica de una botella de buceo puede matar instantáneamente o herir gravemente a las personas que se encuentran en las cercanías. El circuito abierto de buceo se considera altamente fiable si se ensambla, prueba, llena, mantiene y utiliza correctamente, y el riesgo de falla es bastante bajo, pero lo suficientemente alto como para considerarlo en la planificación de la inmersión y, cuando corresponda, se deben tomar precauciones para permitir respuesta adecuada en caso de fallo. Las opciones de mitigación dependen de las circunstancias y del modo de fallo.